# 中山小四郎

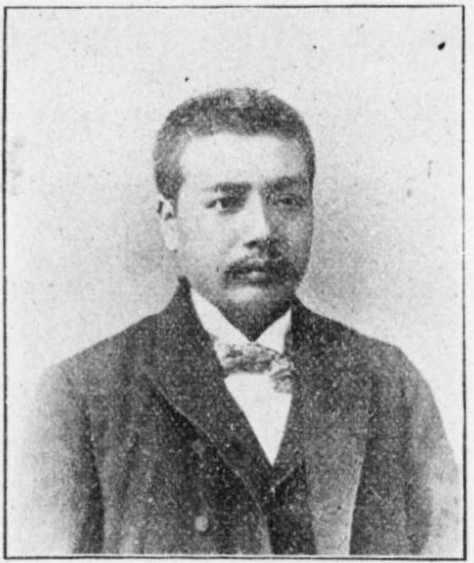
中山小四郎

中山 小四郎（なかやま こしろう、1861年4月19日（文久元年3月10日）- 1928年（昭和3年）5月7日）は、明治期から昭和初期の林業家、政治家。衆議院議員、新潟県佐渡郡河原田町長。1914年（大正3年）五兵衛に改名した。

## 経歴
佐渡国雑太郡川原田町（新潟県佐渡郡河原田町、佐和田町を経て現佐渡市河原田本町）で、代々酒造業を営む中山家当主・中山五平の三男として生まれる。中山立恭、圓山溟北から漢籍を学び、その後上京して共立学校（現開成中学校・高等学校）で学んだ。兄・五兵衛が本間吾平の養子となり、1890年（明治23年）5月に家督を相続した。
河原田町会議員、同町長を務めた。1890年（明治23年）米の高騰で相川町で米一揆が起こり、川原田町貧民救助基金に寄付を行った。1897年（明治30年）佐渡郡会議員、新潟県会議員に選出された。憲政本党に属した。その他、所得税調査委員、相続税審査委員、新潟県農会員、佐渡国誌編纂調査委員なども務めた。
1902年（明治35年）8月、第7回衆議院議員総選挙に新潟県佐渡から同志倶楽部所属で出馬して初当選。1903年（明治36年）3月の第8回総選挙でも再選され、交友倶楽部に所属して衆議院議員に連続2期在任した。
1909年（明治42年）新潟県地方森林会議員に就任し、また佐渡郡山林会副会長を経て1927年（昭和2年）同会長となった。

## 国政選挙歴
- 第6回衆議院議員総選挙（新潟県第9区、1898年8月、進歩党）落選[7]
- 第7回衆議院議員総選挙（新潟県佐渡、1902年8月、同志倶楽部）当選[6]
- 第8回衆議院議員総選挙（新潟県佐渡、1903年3月、無所属）当選[6]
- 第9回衆議院議員総選挙（新潟県佐渡、1904年3月、無所属）次点落選[6]